# 第14回全国中等学校優勝野球大会
第14回全国中等学校優勝野球大会は、1928年（昭和3年）8月12日から8月22日まで兵庫県武庫郡鳴尾村（現在の西宮市）の甲子園大運動場で実施された全国中等学校優勝野球大会である。

## 概要
この大会より、1チームあたりの出場選手枠が14人と定められた。
また、ラジオ放送による実況中継が全国展開された。この大会ではこのラジオ放送開始に併せて、球場に足を運べないファンのためにターミナルなどに「プレヨグラフ」なる野球盤を使った速報や、電信・電話を使った速報も強化した。

## 代表校
| 地方大会 | 代表校     | 出場回数     |
| -------- | ---------- | ------------ |
| 北海道   | 北海中     | 3年ぶり5回目 |
| 奥羽     | 八戸中     | 2年ぶり2回目 |
| 東北     | 福岡中     | 2年連続2回目 |
| 北関東   | 前橋中     | 2年ぶり3回目 |
| 南関東   | 関東中     | 初出場       |
| 東京     | 早稲田実   | 7年連続8回目 |
| 神静     | 神奈川商工 | 初出場       |
| 甲信越   | 松本商     | 2年連続5回目 |
| 北陸     | 敦賀商     | 4年連続4回目 |
| 東海     | 愛知商     | 3年連続3回目 |
| 京津     | 平安中     | 2年連続2回目 |

| 地方大会 | 代表校   | 出場回数       |
| -------- | -------- | -------------- |
| 紀和     | 和歌山中 | 14年連続14回目 |
| 大阪     | 豊中中   | 初出場         |
| 兵庫     | 甲陽中   | 5年ぶり2回目   |
| 山陰     | 鳥取一中 | 3年連続9回目   |
| 山陽     | 広陵中   | 2年連続3回目   |
| 四国     | 高松中   | 2年ぶり3回目   |
| 北九州   | 佐賀中   | 2年連続5回目   |
| 南九州   | 鹿児島商 | 2年連続2回目   |
| 朝鮮     | 京城中   | 3年連続5回目   |
| 満洲     | 大連商   | 6年連続7回目   |
| 台湾     | 台北工   | 3年ぶり2回目   |

## 試合結果

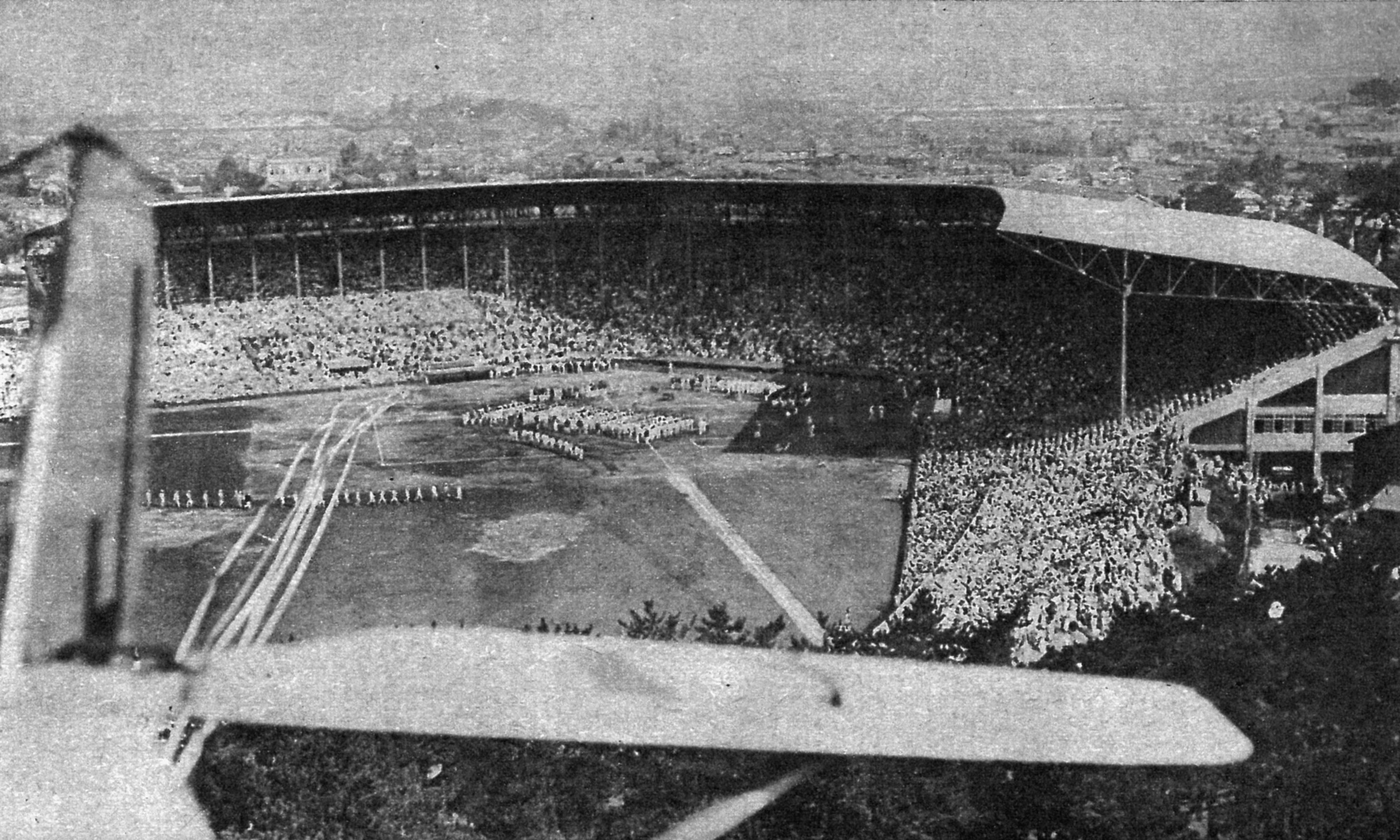
朝日機上から撮影した入場式の光景

### 1回戦
- 甲陽中 5 - 4 大連商（延長11回）
- 京城中 6 - 5 敦賀商
- 鹿児島商 6 - 3 早稲田実
- 松本商 3 - 2 広陵中
- 福岡中 9 - 4 神奈川商工
- 平安中 5 - 0 八戸中

### 2回戦
- 高松中 8 - 2 鳥取一中
- 愛知商 7 - 1 関東中
- 和歌山中 12 - 0 佐賀中
- 北海中 7 - 6 豊中中（延長11回）
- 台北工 12 - 7 前橋中
- 甲陽中 4 - 3 京城中（延長11回）
- 平安中 4 - 2 福岡中
- 松本商 3 - 2 鹿児島商

### 準々決勝
- 北海中 4 - 3 台北工
- 高松中 3 - 1 和歌山中
- 松本商 5 - 0 愛知商
- 平安中 4 - 3 甲陽中

### 準決勝
- 松本商 3 - 0 高松中（6回表途中・降雨コールドゲーム）
- 平安中 6 - 0 北海中

### 決勝
|        | 1 | 2 | 3 | 4 | 5 | 6 | 7 | 8 | 9 | R | H | E |
| ------ | - | - | - | - | - | - | - | - | - | - | - | - |
| 松本商 | 1 | 0 | 2 | 0 | 0 | 0 | 0 | 0 | 0 | 3 | 4 | 0 |
| 平安中 | 0 | 0 | 0 | 0 | 0 | 0 | 0 | 0 | 1 | 1 | 6 | 2 |

1. （松）：中島 - 百瀬
2. （平）：伊藤次 - 西村
3. 審判
［球審］加藤
［塁審］柳田・鶴田・有田

| 松本商 | 松本商 | 松本商   |
| 打順   | 守備   | 選手     |
| ------ | ------ | -------- |
| 1      | [二]   | 中村貞雄 |
| 2      | [遊]   | 大月四郎 |
| 3      | [捕]   | 百瀬和夫 |
| 4      | [中]   | 佐藤茂美 |
| 5      | [投]   | 中島治康 |
| 6      | [一]   | 田邊五平 |
| 7      | [三]   | 村田貞男 |
| 8      | [左]   | 高野百介 |
| 9      | [右]   | 中村恒利 |

| 平安中 | 平安中 | 平安中     |
| 打順   | 守備   | 選手       |
| ------ | ------ | ---------- |
| 1      | [遊]   | 稲田照夫   |
| 2      | [三]   | 香椎瑞穂   |
| 3      | [一]   | 内牧雄一   |
| 4      | [中]   | 山本哲貫   |
| 5      | [投]   | 伊藤次郎   |
| 6      | [二]   | 津田忠俊   |
| 7      | [捕]   | 西村喜章   |
| 8      | [右]   | 内海五十雄 |
| 9      | [左]   | 伊藤正雄   |

## 大会本塁打
1回戦
- 第1号：松島一雄（大連商）
- 第2号：鈴木俊三（京城中）

2回戦
- 第3号：山下好一（和歌山中）
- 第4号：小川正太郎（和歌山中）
- 第5号：土井寿蔵（和歌山中）
- 第6号：大野春雄（台北工）
- 第7号：斎藤昇（台北工）
- 第8号：塩見力（甲陽中）
- 第9号：内牧雄一（平安中）

準々決勝
- 第10号：土井寿蔵（和歌山中）
- 第11号：西村喜章（平安中）

## 記録
| 記録               | 選手名             | 対戦校           | 補足          |
| ------------------ | ------------------ | ---------------- | ------------- |
| ノーヒットノーラン | 伊藤次郎（平安中） | 準決勝・対北海中 | 大会史上3人目 |

## その他の主な出場選手
- 鈴木銀之助（福岡中）
- 西池秀豪（早稲田実）
- 星野正男（早稲田実）
- 高橋輝彦（神奈川商工）
- 小林利蔵（敦賀商）
- 小島利男（愛知商）
- 島本義文（和歌山中）
- 川村徳久（甲陽中）

- 渡辺敏夫（甲陽中）
- 藤田宗一（甲陽中）
- 千谷七郎（鳥取一中）
- 八十川胖（広陵中）
- 小川年安（広陵中）
- 中尾長（広陵中）
- 梶原英夫（高松中）
- 三原修（高松中）